# Kentucky Bend

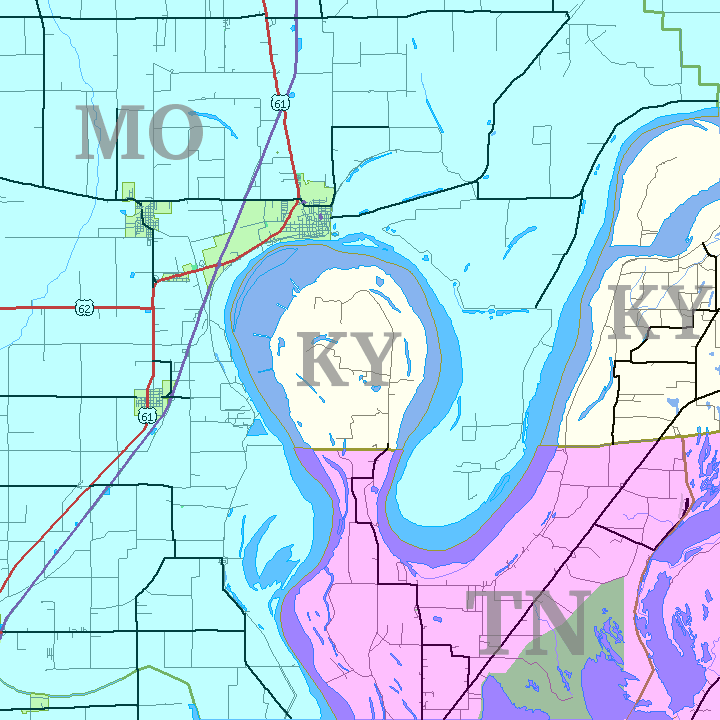
Kentucky Bend e área circundante
Missouri (MO)
Tennessee (TN)
Kentucky (KY)

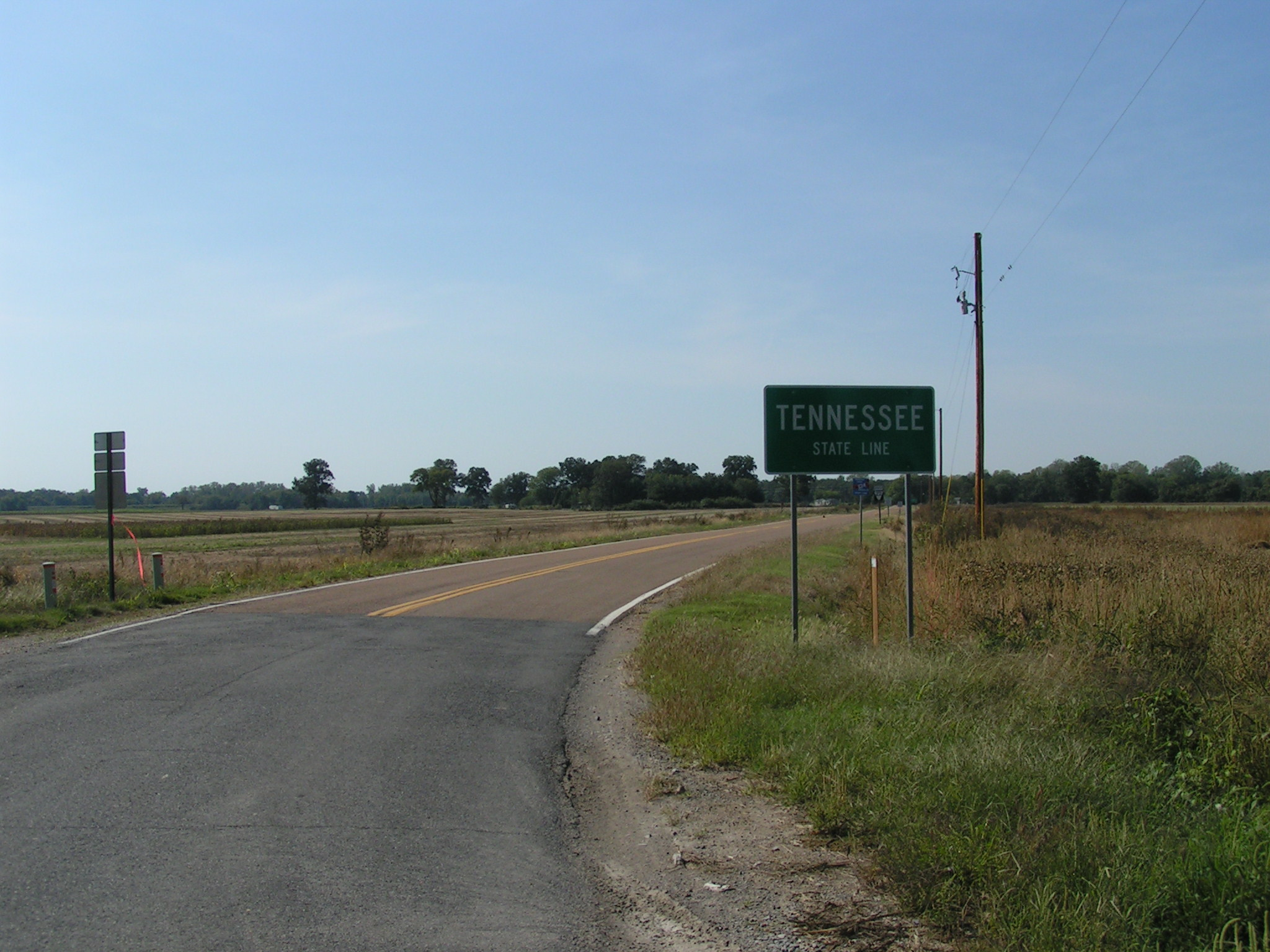
Linha de limite de estados entre o Kentucky Bend e a estrada 22 no Tennessee.

Kentucky Bend (Curva do Kentucky), também chamada New Madrid Bend, Madrid Bend, Bessie Bend ou Bubbleland é um exclave do condado de Fulton, Kentucky, nos Estados Unidos. São terras situadas no interior de um meandro do rio Mississippi e completamente rodeadas pelos estados de Tennessee e Missouri. Forma o extremo sudoeste do Kentucky. De acordo com o censo dos Estados Unidos de 2000 a população era de 17 pessoas nesta área, oficialmente conhecida pelo United States Census Bureau como Fulton County West Census County Division (Divisão Censitária Oeste do Condado de Fulton), uma subdivisão do condado de Fulton. A "península" inclui o ponto mais baixo do estado de Kentucky, nas margens do rio Misisipi. A única estrada na área é a Tennessee State Route 22.
O Kentucky Bend cobre uma área de terra de 45,47 km², segundo o United States Census Bureau. O exclave foi criado em consequência da mudança de percurso do rio Mississippi após os sismos de New Madrid de 1811 e 1812. Os topógrafos que marcaram a fronteira entre Kentucky e Tennessee tinham assinalado que a divisão seria feita pelo rio Mississippi; as revisões posteriores, mais pormenorizadas, revelaram a divisão da curva do rio. A fronteira ocidental do Kentucky está estabelecida pelo rio Mississippi, bem como a fronteira leste do Missouri — daí a criação de uma "acanaladura" no Kentucky, mas não no Tennessee.
O estado do Tennessee impugnou a inclusão do Kentucky Bend no estado do Kentucky, alegando que era legalmente parte do condado de Obion, até pelo menos 1848, mas o Tennessee desistiu da sua reclamação.
Devido ao seu solo muito fértil, o Kentucky Bend foi uma importante área de produção de algodão. O censo de 1870 contou aí mais de 300 residentes. Em The West Tennessee Farm editado por Marvin Downing (Universidade de Tennessee em Martin Press, 1979), Norman L. Parks relata que em 1880 havia 303 habitantes, dos quais 18 eram afroamericanos. Até 1900, havia "grande número de negros (sic) no Bend" para plantar e colher o algodão.
Esta zona do rio Mississippi, mesmo a leste da chamada "Ilha Número Dez" em torno da cidade de New Madrid, (Missouri), foi o lugar de uma batalha da Guerra Civil Americana de 28 de fevereiro a 8 de abril de 1862, a "Batalha da Ilha Número Dez".
A direção postal da área é Tiptonville, Tennessee.
No livro autobiográfico de Mark Twain, Vida no Mississippi (1883), descreve a longa inimizade de seis décadas entre as famílias Darnell e Watson e outros elementos da vida no Bend. «Em nenhuma parte do Sul a vendetta floresceu com mais força, ou resistiu durante mais tempo a guerra entre famílias, que nesta particular região», escreveu.  Twain continua:
Ambas as famílias pertenciam à mesma igreja ... Viviam a cada lado da fronteira, e a igreja estava num embarcadouro chamado Compromise. Metade da igreja e metade do passadiço estavam no Kentucky, a outra metade no Tennessee. Aos domingos as famílias chegavam, todos com as suas roupas de domingo, homens, mulheres e crianças, e entrar pelo passadiço, e sentar-se, tranquilos e ordenados, uns no lado do Tennessee da igreja e outros no lado do Kentucky; e os homens e os rapazes apoiariam suas armas contra a parede, e logo todas as mãos se uniriam em oração e louvor; no entanto eles dizem que o homem do outro lado do passadiço não se ajoelhou, junto com o resto da família; forma de permanecer em pé de guarda.— Mark Twain, Vida no Mississippi